# Atentado en el Malecón Checa de 2024
El atentado con bomba en Malecón Checa ocurrió el 23 de diciembre de 2024 en el distrito de San Juan de Lurigancho, al este de Lima metropolitana. El incidente dejó una persona herida.

## Contexto
En septiembre de 2023 varios distritos de la provincia de Lima y el departamento de Piura fueron declarados bajo Estado de emergencia, entre los distritos declarados estaba San Juan de Lurigancho por los casos de crimen y violencia que presentaba.
El entonces ministro del Interior Vicente Romero Fernández, del gobierno de Dina Boluarte, justificó el accionar administrativo de la siguiente forma:

Como Gobierno, vamos a ser implacables e inflexibles contra este tipo de delincuencia. vamos a limpiar el país de estos flagelos, haciendo uso de las armas que nos brinda la constitución y la ley.

## Descripción
La cuadra 13 de la avenida Malecón checa es parte de la ruta vial de la empresa de transporte Huancayo City S.A. que cubre la ruta entre San Juan de Lurigancho y San Martín de Porres.
A las 8:00 p. m. en hora peruana, en víspera de Nochebuena, un hombre había subido al bus de Huancayo City S.A. al hacerse pasar como un pasajero nocturno, en la cuadra ya mencionada el sujeto se bajó del sitio, otro de los pasajeros vio sospechoso ese comportamiento y le aconsejó al conductor que debían bajar del bus, este último aceptó la recomendación y cuando se encontraban en pleno desembarco una de las pasajeras se resbaló y golpeó su cabeza con la escalerilla de la puerta del vehículo, paralelo a esa agitación se da la explosión en el sitio en donde se sentó el sujeto sospechoso, dañando una parte del vehículo.
La Unidad de Desactivación de Explosivos (UDEX) de la Policía Nacional del Perú se acercó al lugar del ataque e informaron que una mujer estaba herida y que fue transportada a un centro hospitalario, que de acuerdo a RPP fue el Hospital Nacional Hipólito Unanue, y según Caretas fue al Hospital Nacional Dos de Mayo.

## Hechos posteriores
La PNP informó que era el tercer ataque con explosivo a la empresa, pero el primero en tener un impacto relevante, la directiva de la empresa dio pruebas de las amenazas y chantajes que le realizaban desconocidos con fines de extorsión al pedirle montos de hasta 50 mil soles.
En el bus siniestrado se encontró una caja que hizo sospechar a la UDEX que era otro posible explosivo.
Se notificó que en paralelo al atentado del bus de Huancayo City S.A., otro bus perteneciente a Cargo Umayo Express, fue emboscado por sujetos armados y su chofer herido de bala.